# تعال معي إلى الكونسير (كتاب)
تعال معى إلى الكونسير مع الكاريكاتير في موسيقى سيد درويش هو أحد مؤلفات الكاتب يحيى حقي وكعادته في الأدب يجمع فيه بين الثقافة الراقية والثقافة شديدة الشعبية. فعل أيضا الشئ نفسه في الموسيقى فجمع في كتابه بين حبه للموسيقى الشعبية والموسيقى الغربية ولذلك ينقسم الكتاب إلى قسمين:
الجزء الأول من الكتاب يحتوى على خواطر يحيى حقي عن الموسيقى الكلاسيكية، يأخذك فيه إلى دار الأوبرا، يجلسك في إحدى شرفاته لتشهد حفلا للأوركسترا، يريك بكلماته أدق تفاصيل الحفل ويسمعك العازفين وهم يجربون الآتهم الموسيقية، وحين يبدأ العزف يأخذك لعالم الأوركسترا الموسيقى الجميل لدرجة تجعلك تنساب بين حروف كلمات كتابه فتظن أنك هناك تجلس بين المستمعين تارة وتقف على مقربة من العازفين تارة أخرى تتأمل آلاتهم الموسيقية بعناية شديدة وتذوب في عزف الأوركسترا. 
أما الجزء الثانى من الكتاب فهو عن الكاريكاتير في موسيقى سيد درويش، سيد درويش الذي ترك بفنه إرثا عظيما للتراث المصرى، فألحانه ظلت وستظل علامة بارزة في العقل الجمعى للمصريين، وفي هذا الجزء من الكتاب قدم الكاتب يحيى حقي مقدمة عن تطور فن الكاريكاتير بمصر منذ ثورة 1919.
في بداية الكتاب يهدى الكاتب يحيى حقي كتابه إلى الدكتورة سميحة الخولى فيقول: «سيدتى الجليلة الدكتورة سميحة الخولى.. هذا الكتاب من حقه _ومن حقك أنتِ_ أن يهدى إليك، فقلما عرفت من يجاهد مثل جهادك _بالقلم والتدريس_ لرفعة الموسيقى في وطننا...»
كما يوضح ان هدفه من هذا الكتاب لم يكن أبدا اقتحام ميدان الموسيقى وإنما «أن (يلقط) جو حفلة الكونسير و (يقف)عند لحظاتها العلوية و (يدور) حول جانبها الإنسانى، متبسطا في الكلام، خالطا الجد بشئ من الدعابة، والقصد بالمبالغة، مسترجعا (ذكرياته) حين (بدأ) في روما_قبل الحرب العالمية الأخيرة_ (يخالط) الكونسير لأول مرة.»  كما أنه بهذه المقولة يحدد الأسلوب الذي سيتناول به فكرة الكونسير والموسيقى وهو الأسلوب الساخر والحس النقدى الإجتماعى، ولعله يستخدم هذا الحس النقدى الساخر ليلقى الضوء على قضية فقدان المجتمع للوعى الجمالى للموسيقى.